# Leuwikoja
Leuwikoja is een bestuurslaag in het regentschap Cianjur van de provincie West-Java, Indonesië. Leuwikoja telt 1619 inwoners (volkstelling 2010).